# Смерть

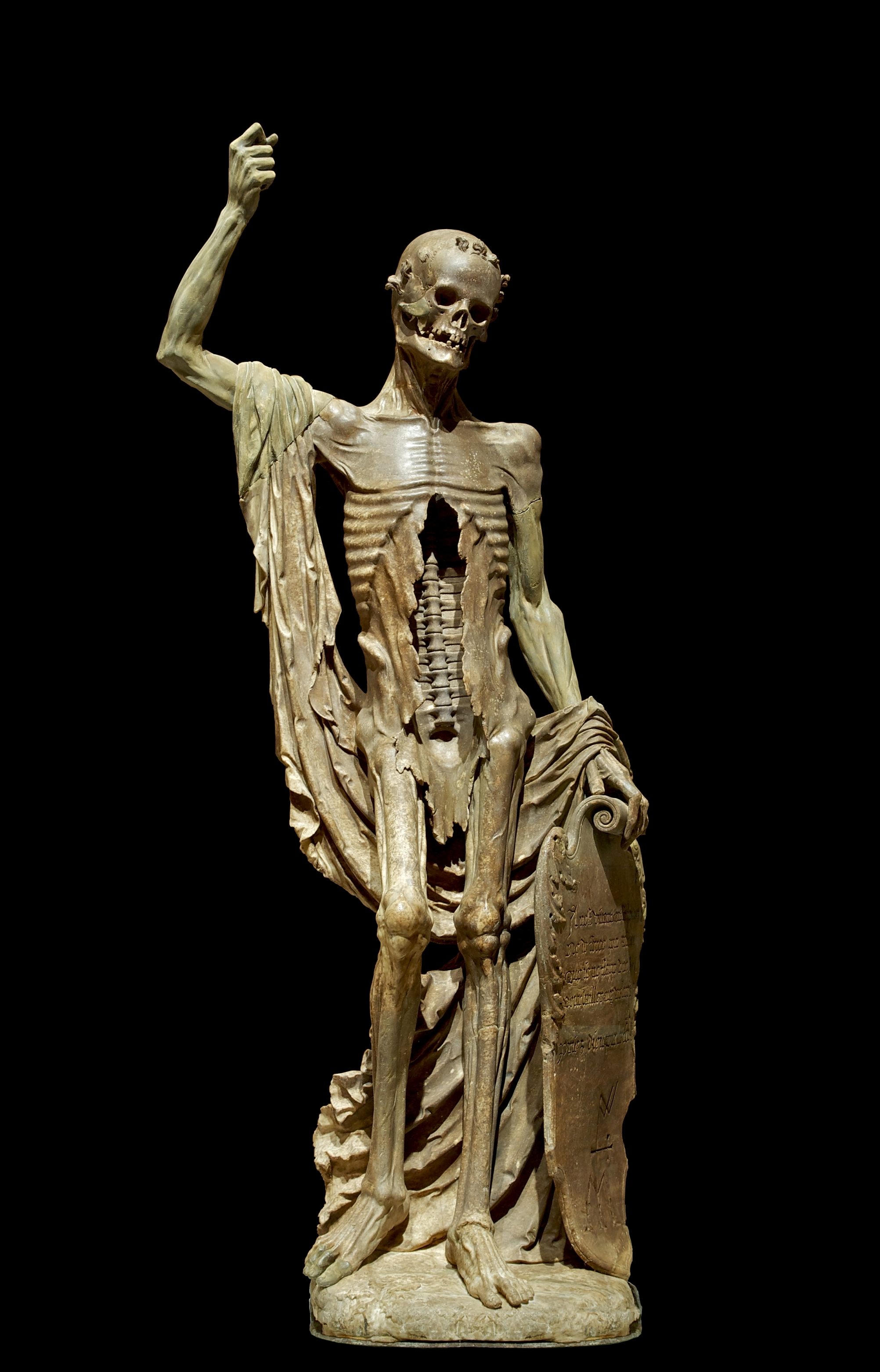
Аллегория смерти. Неизвестный французский скульптор XVI века. Алебастр. С 1530 по 1786 год на парижском Кладбище Невинных, с 1866 года — в собрании Лувра

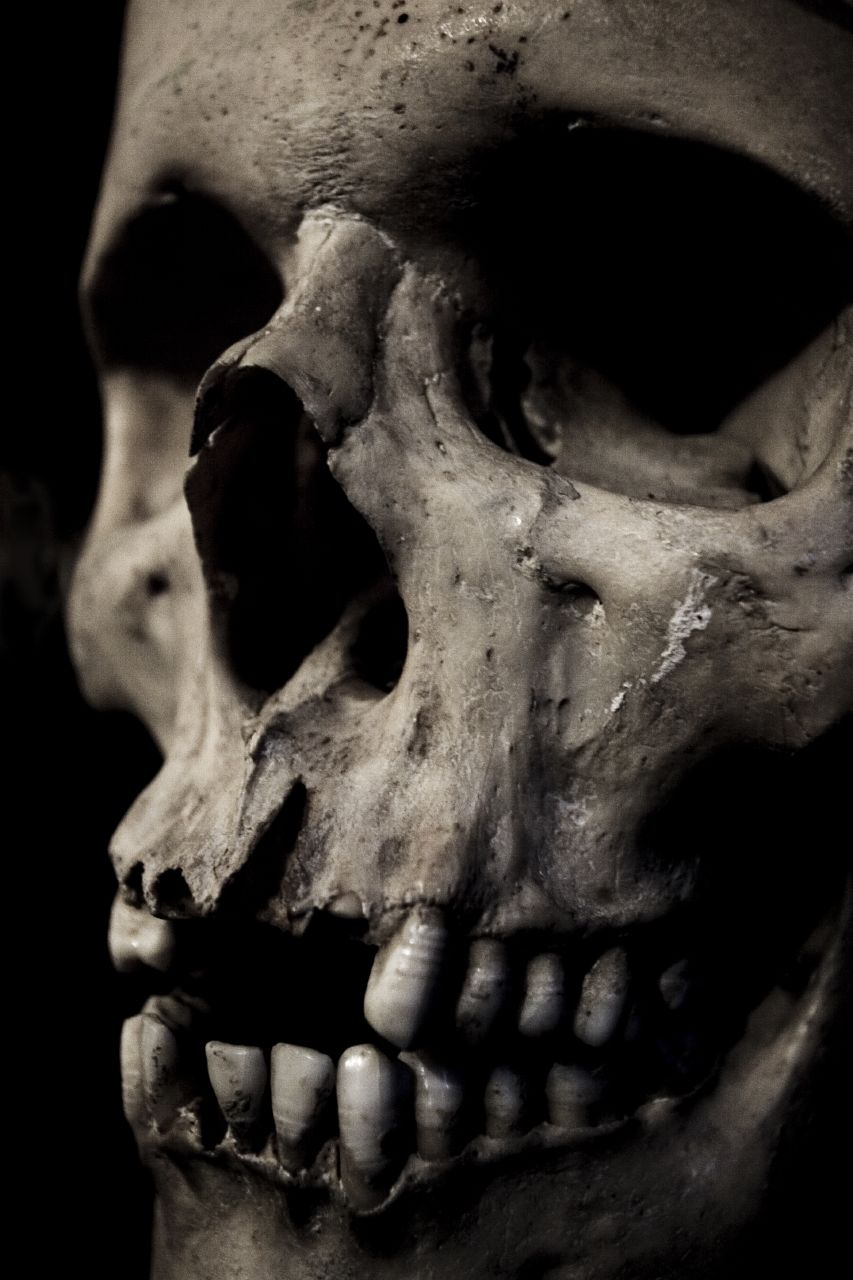
Человеческий череп часто используется в качестве символа смерти

Смерть (ги́бель, кончи́на, лета́льный исхо́д, смерте́льный исхо́д) — прекращение жизни, полная остановка биологических и физиологических процессов жизнедеятельности организма. Под «смертью» обычно имеется в виду биологическая смерть, которая необратима, в отличие от клинической смерти.
В медицине изучением смерти занимается наука танатология. В естественной среде тела́ умерших организмов после смерти начинают разлагаться. Непредсказуемость, неизбежность, неожиданность, неизвестность и подчас незначительность причин, приводящих к смерти, выводили само понятие смерти за пределы человеческого восприятия. Чаще всего понятие «смерть» люди применяют по отношению к своему виду.

## Наиболее частые причины смерти человека
По данным Всемирной организации здравоохранения, из 56,9 млн случаев смерти во всём мире в 2016 году более половины (54 %) были вызваны следующими семью причинами:
- ишемическая болезнь сердца и инсульт — в общей сложности 15,2 миллиона;
- хроническая обструктивная болезнь лёгких — 3 миллиона;
- рак лёгких (наряду с раком трахеи и бронхов) — 1,7 миллиона;
- диабет — 1,6 миллиона;
- дорожно-транспортное происшествие — 1,4 миллиона;
- диарея — 1,4 миллиона;
- туберкулёз — 1,3 миллиона.

В результате воздействия табака умирают 8 миллионов человек в год и 1 миллион — в результате воздействия вторичного табачного дыма, что ставит курение в вышеприведённом списке на второе место.

## Причина смерти и бессмертие

Аллегория смерти как мрачный жнец

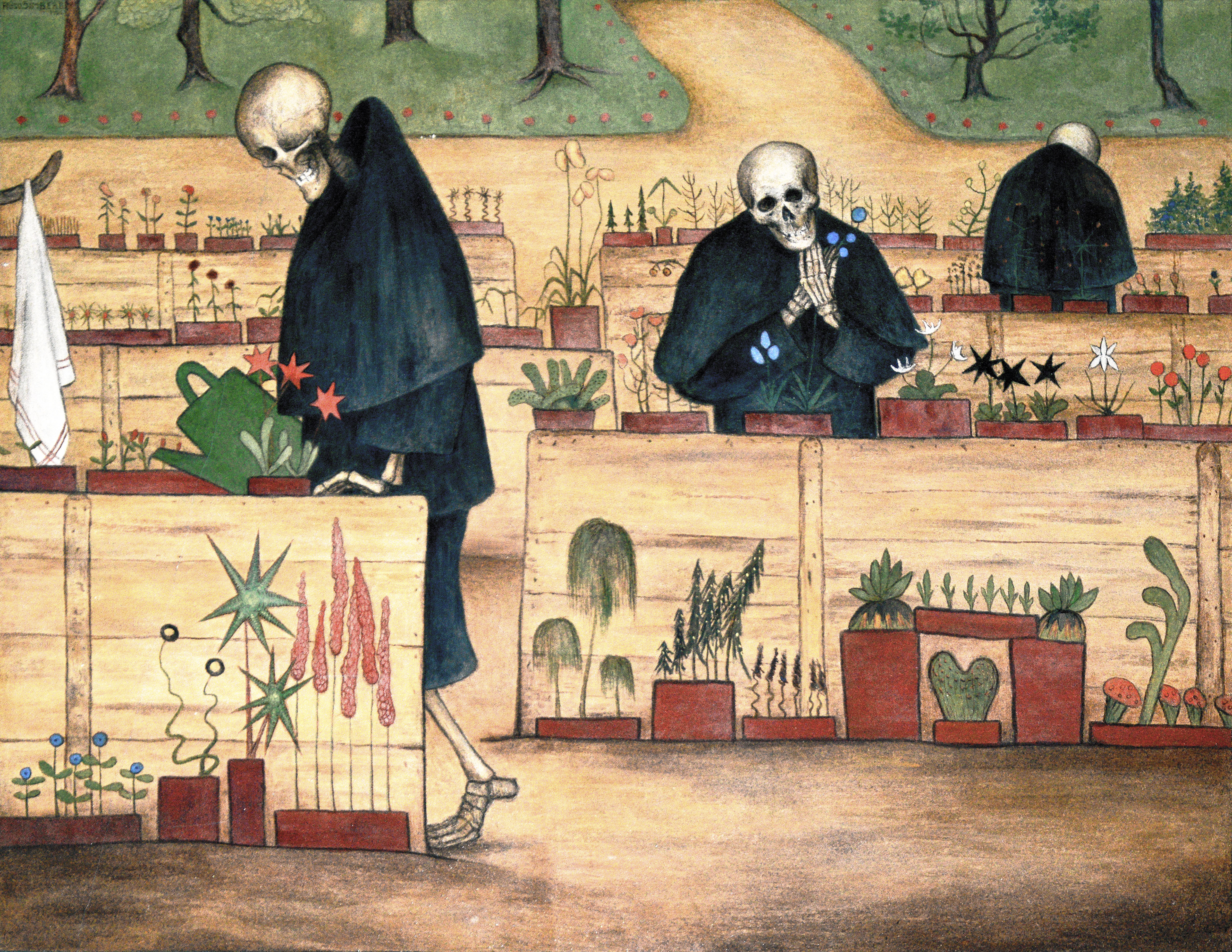
Сад смерти (Kuoleman puutarha), картина Хуго Симберга (1906)

В природе почти все живые существа погибают в результате непрерывно идущей борьбы за существование, в том числе межвидовой и внутривидовой борьбы, включающей в себя изменения условий обитания. В частности, все без исключения прокариоты и одноклеточные эукариоты, колониальные организмы (полипы и гидры) погибают именно таким образом, поскольку биологически они бессмертны (не стареют). Из других многоклеточных практически бессмертными является медуза Turritopsis nutricula и некоторые морские ежи. Лишь очень незначительный процент живых существ на планете (сложно организованные) подвержены старению, и потому в принципе могут умирать от старости. К ним относится и человек.
Однако в природной среде особи (вследствие старения либо связанных с ним заболеваний) почти всегда проигрывают борьбу за существование и погибают насильственной смертью (обычно оказываясь съеденными). Лишь небольшой процент крупных животных, таких как слоны, китообразные, осьминоги, крупные хищные рыбы, а также рептилии, птицы и звери, могут умереть от старости. У человека эта причина смерти хотя и определяет максимальный срок жизни, в медицинских списках не фигурирует (список причин смерти).
Эволюция предполагает непрерывную смену поколений, которая необходима для видовой изменчивости в условиях смены условий жизни на планете, а также в зависимости от конкуренции с другими видами организмов. Таким образом, абсолютно бессмертные существа остановили бы эволюцию, вследствие которой они и возникли; но пока этого не произошло. Успехи генной хирургии, делающей возможным в принципе создание новых видов и изменение генома живого организма, возможно, дадут человеку будущего возможность отказаться от эволюционного пути.

## Эволюция понятия
У многих народов существовали представления о смерти как о моменте, когда бессмертная душа человека расстаётся с телом и направляется к душам предков. Также имелись и обряды поклонения смерти.
Говоря об изучении смерти, академик В. А. Неговский в «Очерках по реаниматологии» писал, что

…ход естествознания приостановился перед изучением смерти. Веками это явление было столь сложным и непонятным, что, казалось, находится за пределами человеческого познания. И лишь постепенно накапливающиеся робкие и вначале довольно элементарные попытки оживить человека и случайные успехи при этом разрушили эту непознаваемую стену, делающую смерть «вещью в себе».

Конец XIX и особенно XX век внесли в проблему смерти коренные изменения. Смерть, являясь закономерным завершением жизни, стала таким же объектом научных исследований, как и сама жизнь.
Один из основателей экспериментальной патологии, стоявший у истоков танатологии, знаменитый француз Клод Бернар в «Лекциях по экспериментальной патологии» писал: «…Чтобы знать, как живут организмы животного, человека, необходимо видеть, как множество их умирает, ибо механизмы жизни могут быть вскрыты и обнаружены лишь знанием механизмов смерти».
Альфред Нобель, учредитель Нобелевских премий, рекомендовал особое внимание обратить на изучение вопросов старения и умирания организма, фундаментальных проблем современной биологии и медицины.
Изменение научного отношения к смерти, низведение смерти до естественного физиологического процесса, требующего квалифицированного физиологического анализа и изучения, пожалуй, особенно рельефно проявилось в высказывании И. П. Павлова: «…Какое обширное и плодотворное поле раскрылось бы для физиологического исследования, если бы немедленно после вызванной болезни или ввиду неминуемой смерти экспериментатор искал с полным знанием дела способ победить ту и другую».
Таким образом, уже в начале XX века смерть из мистической «вещи в себе» превратилась в объект научного поиска, требующий специальных исследований и анализа. Объект, который позволяет не только понять причины прекращения жизнедеятельности, но и «вступить в непримиримую борьбу» со смертью и даже изучить саму жизнь, понять первоосновы, отличающие живые объекты от неживых.
Французский историк Филипп Арьес, анализируя происхождение массовых представлений о смерти, выделяет пять этапов в развитии представлений о ней:
1. С архаических времён и вплоть до XI в. — «нормальное» (т. н. «приручённая смерть»). Представление о том, что все люди когда-нибудь умрут, то есть смерть — это обыденное, неизбежное явление, которое не вызывает особого страха. Умершие рассматривались как уснувшие («усопшие») «до конца времён». Поэтому кладбища были не только местами захоронения, но и местами жизни (местом собраний, встреч и т. д.).
2. Начиная с XII века — «смерть своя» (фр. la mort de soi). Это представление о смерти появилось под влиянием роста индивидуального сознания и утверждения в обществе между XI и XIII столетиями идеи «Страшного суда». Значение ритуалов, связанных с предсмертным состоянием и захоронением, возрастает. Близость живых и умерших прекращается — кладбища выносят за городскую черту (территорию живущих). Вместе с тем смерть находит активное выражение в искусстве.
3. В эпоху Просвещения — «смерть далёкая и близкая» (la mort longue et proche). Смерть представляется как нечто дикое, необузданное. Это реакция на утрату механизмов защиты от природы.
4. В эпоху романтизма — «смерть твоя» (la mort de toi). Смерть другого человека переживается тяжелее, чем близость собственной смерти. Феномен смерти эстетизируется.
5. В XX веке — «смерть перевёрнутая» (la mort inversée). Появляется страх перед самим упоминанием смерти, эта тема становится запретной. Происходит сокращение сроков ритуалов, связанных со смертью (похороны, траур). Трупам умерших стараются придать вид живых[6].

## Понятие смерти в философии
Попытки учёных, верящих в возможность однозначного отражения феномена реальности в каком-либо языке, определить принципиальные различия живого и неживого делаются уже достаточно давно.
Эпикур писал: «Когда мы есть, то смерти ещё нет, а когда смерть наступает, то нас уже нет».
Один из основоположников танатологии М. Ф. К. Биша говорил, что жизнь — это совокупность явлений, противящихся смерти. Классики диалектического материализма подвергли эти представления критике за их метафизический подход к решению сложной проблемы. Так, Ф. Энгельс в «Анти-Дюринге» написал, что «жизнь есть способ существования белковых тел, и этот способ существования заключается по своему существу в постоянном обновлении их химических составных частей путём питания и выделения», и далее сформулировал следующий тезис: «Жить — значит умирать». Но если сопоставить представления Энгельса и его оппонентов, которых он критиковал, то окажется, что принципиальных различий между ними не существует. Более того, все они подходили к трактовке жизни только с позиций единственной известной им белковой формы. Все они считали свой субъективный язык единственно возможным инструментом описания реальности.
Совершенно иной взгляд на смерть имел философ Артур Шопенгауэр, который создал теорию палингенезии, представляющую собой философскую альтернативу религиозной реинкарнации.
С другой стороны, некоторые философии и религии рассматривают смерть не как противоположность рождению, а как неотъемлемую часть воскрешения. Это имеет отношение ко всем авраамическим религиям и религии Древнего Египта.
В то же время депривационисты смотрят на смерть как на событие, лишающее людей будущего и всего того хорошего, что могло быть в нём.
Среди современных философов вопросами смерти занимается, например, Шелли Кейган, посвятивший ей курс в Йельском университете.

## Понятие смерти в науке

### Юриспруденция

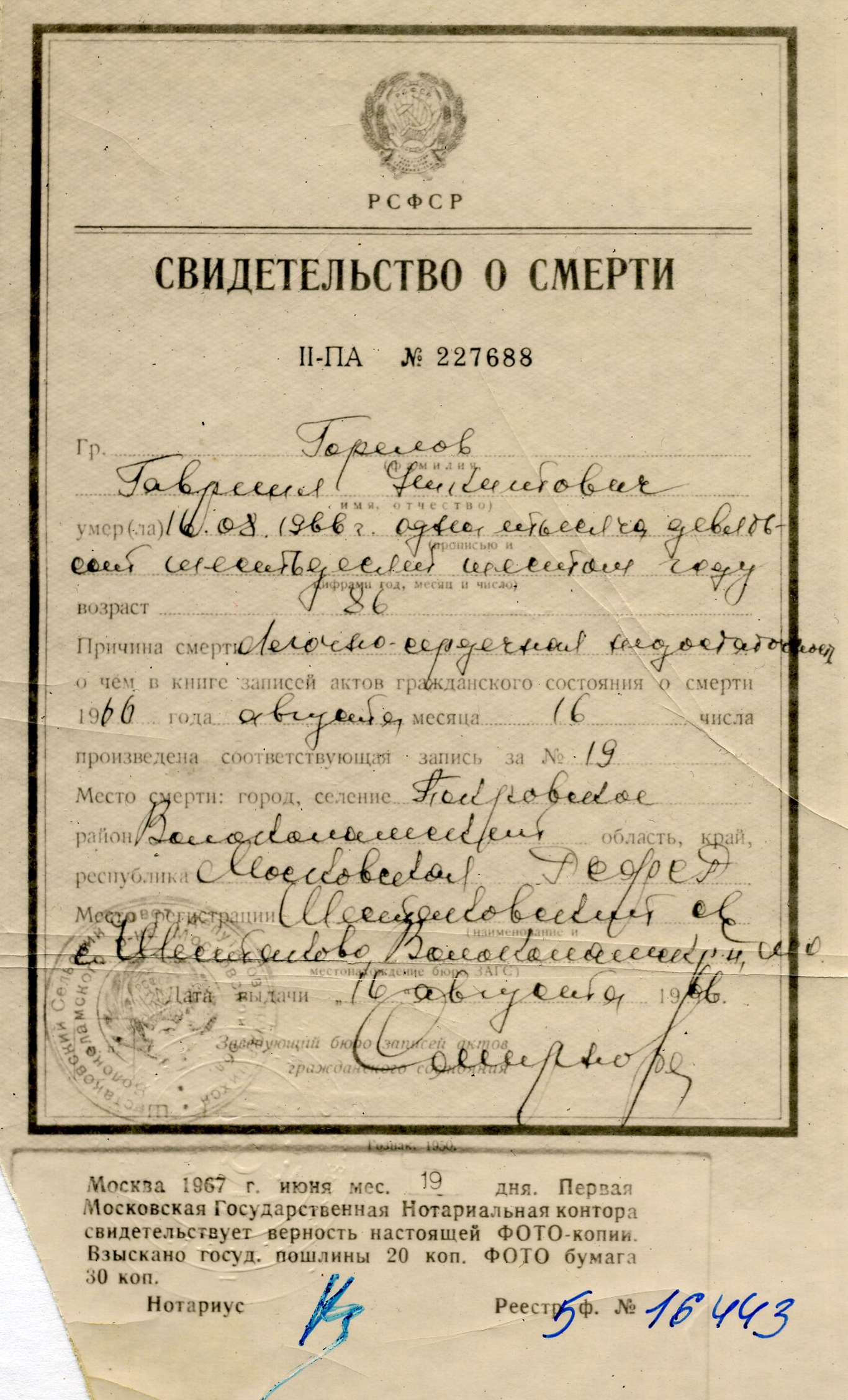
Заверенная советским нотариусом фотокопия свидетельства о смерти академика Г. Н. Горелова

Федеральный закон от 21.11.2011 № 323-ФЗ «Об основах охраны здоровья граждан в Российской Федерации» в статье 66 «Определение момента смерти человека и прекращения реанимационных мероприятий» говорит: «Моментом смерти человека является момент смерти его мозга или его биологической смерти (необратимой гибели человека)» (см. Порядок установления диагноза смерти мозга человека, утверждённый приказом Министерства здравоохранения РФ от 25 декабря 2014 г. № 908н).

### Социология

Предполагаемая вероятность смерти человека в каждом возрасте (для США, 2003 год). Показатели смертности после достижения 30-летнего возраста удваиваются каждые семь лет

Смертность человека оказала огромное влияние на человеческое общество, став одной из важнейших причин появления и развития религий. Неизбежность гибели и вера в загробную жизнь привели к появлению проблемы избавления от тел умерших или хранения этих тел. Различные религии в различные эпохи решали этот вопрос по-разному. Один из подходов привёл к возникновению особых территорий, предназначенных для захоронения, — кладбищ. С другой стороны, во многих культурах и религиях тело не имеет важного значения и допускаются иные способы избавления от тел, например сожжение (кремация). Вера в загробную жизнь породила всевозможные коллективные ритуалы, призванные сопроводить умершего в последний в этом мире путь: торжественные похороны, траур и многие другие.

### Биология и медицина

#### Виды смерти. Терминальные состояния
Выделяют две стадии смерти: терминальная стадия и стадия биологической смерти. В подкатегорию попадает смерть мозга.
Наступлению смерти всегда предшествуют терминальные состояния — преагональное состояние, агония и клиническая смерть, — которые в совокупности могут продолжаться различное время, от нескольких минут до часов и даже суток. Вне зависимости от темпа наступления смерти ей всегда предшествует состояние клинической смерти. Если реанимационные мероприятия не проводились или оказались безуспешными, наступает биологическая смерть, которая представляет собой необратимое прекращение физиологических процессов в клетках и тканях нервной системы, так как они являются наиболее критичными к требованиям дыхания. Вследствие процессов разложения происходит дальнейшее разрушение организма, что постепенно уничтожает структуру нейронных связей, делая принципиально невозможным восстановление личности.
Помимо основных стадий, существует гипотеза информационной смерти. До информационной смерти человек теоретически может быть сохранён в состоянии анабиоза, например с помощью крионики, что предохранит его от дальнейшего разрушения, и позднее потенциально он может быть восстановлен.

### Преагональное состояние
Данная рефлекторная защитная реакция организма представляет собой функцию «снижения мучений» перед смертью, обычно вызвана тяжёлыми либо очень болезненными повреждениями биологического тела и почти всегда связана с соответствующим психологическим состоянием. Сопровождается полной или частичной потерей сознания, равнодушием к происходящему и потере чувствительности к боли.
В преагональном состоянии происходит нарушение функций центральной нервной системы (сопор или кома), снижение артериального давления, централизация кровообращения. Дыхание нарушается, становится неглубоким, нерегулярным, но, возможно, частым. Недостаток вентиляции лёгких приводит к недостатку кислорода в тканях (тканевой ацидоз), но основным видом обмена веществ остаётся окислительный. Длительность преагонального состояния может быть различной: оно может полностью отсутствовать (например, при тяжёлом механическом поражении сердца), а может сохраняться длительное время, если организм в состоянии каким-либо образом компенсировать угнетение жизненных функций (например, при кровопотере).
Без проведения лечебных мероприятий процесс умирания зачастую прогрессирует и преагональное состояние сменяется терминальной паузой. Она характеризуется тем, что после учащённого дыхания внезапно наступает его полное прекращение. Также обнаруживаются преходящие периоды асистолии длительностью от 1—2 до 10—15 с.

### Агония
Агония — попытка организма в условиях угнетения функций жизненно важных органов использовать последние оставшиеся возможности для сохранения жизни. В начале агонии увеличивается давление, восстанавливается сердечный ритм, начинаются сильные дыхательные движения (но лёгкие при этом практически не вентилируются: одновременно сокращаются дыхательные мышцы, ответственные и за вдох, и за выдох). Может кратковременно восстановиться сознание.
Из-за отсутствия кислорода в тканях быстро накапливаются недоокисленные продукты обмена. Обмен веществ идёт преимущественно по анаэробной схеме, во время агонии организм теряет 50—80 г массы за счёт сжигания АТФ в тканях. Продолжительность агонии обычно невелика, не более 5—6 минут (в отдельных случаях — до получаса). Затем артериальное давление падает, сердечные сокращения прекращаются, дыхание останавливается и наступает клиническая смерть.

### Клиническая смерть
Клиническая смерть продолжается с момента прекращения сердечной деятельности, дыхания и функционирования ЦНС и до момента, пока в мозге не разовьются необратимые патологические изменения. В состоянии клинической смерти анаэробный обмен веществ в тканях продолжается за счёт накопленных в клетках запасов. Как только эти запасы в нервной ткани заканчиваются, она умирает. При полном отсутствии кислорода в тканях омертвение клеток коры головного мозга и мозжечка (наиболее чувствительных к кислородному голоданию отделов мозга) начинается через 2—2,5 минуты. После смерти коры восстановление жизненных функций организма становится невозможным, то есть клиническая смерть переходит в биологическую.
В случае успешного проведения активных реанимационных мероприятий за длительность клинической смерти принимают обычно время, прошедшее от момента остановки сердца до начала реанимации (поскольку современные методы реанимации, такие как поддержание минимально необходимого артериального давления, очистка крови, искусственная вентиляция лёгких, обменное переливание крови или донорское искусственное кровообращение, позволяют поддержать жизнь нервной ткани достаточно долгое время).
В обычных условиях продолжительность клинической смерти составляет не более 5—6 минут. На длительность клинической смерти влияет причина умирания, условия, продолжительность, возраст умирающего, степень его возбуждения, температура тела во время умирания и другие факторы. В отдельных случаях клиническая смерть может продолжаться до получаса, например при утоплении в холодной воде, когда из-за пониженной температуры обменные процессы в организме, в том числе и в головном мозге, существенно замедляются. С помощью профилактической искусственной гипотермии длительность клинической смерти может быть увеличена до двух часов. С другой стороны, некоторые обстоятельства могут сильно сократить длительность клинической смерти — например, в случае умирания от сильной кровопотери патологические изменения в нервной ткани, делающие невозможным восстановление жизни, могут развиться ещё до остановки сердца.
Клиническая смерть может быть обратима: современная технология реанимации позволяет в ряде случаев восстановить функционирование жизненно важных органов, после чего «включается» ЦНС, возвращается сознание. Однако в действительности количество людей, переживших клиническую смерть без серьёзных последствий, невелико: после клинической смерти в условиях медицинского стационара выживают и полностью восстанавливаются порядка 4—6 % больных, ещё 3—4 % выживают, но получают тяжёлые нарушения высшей нервной деятельности, остальные умирают.
В ряде случаев при позднем начале реанимационных мероприятий или их неэффективности, обусловленной тяжестью состояния пациента, пациент может перейти к так называемой «вегетативной жизни». При этом необходимо различать два состояния: состояние полной декортикации и состояние смерти мозга.

#### Диагностирование смерти

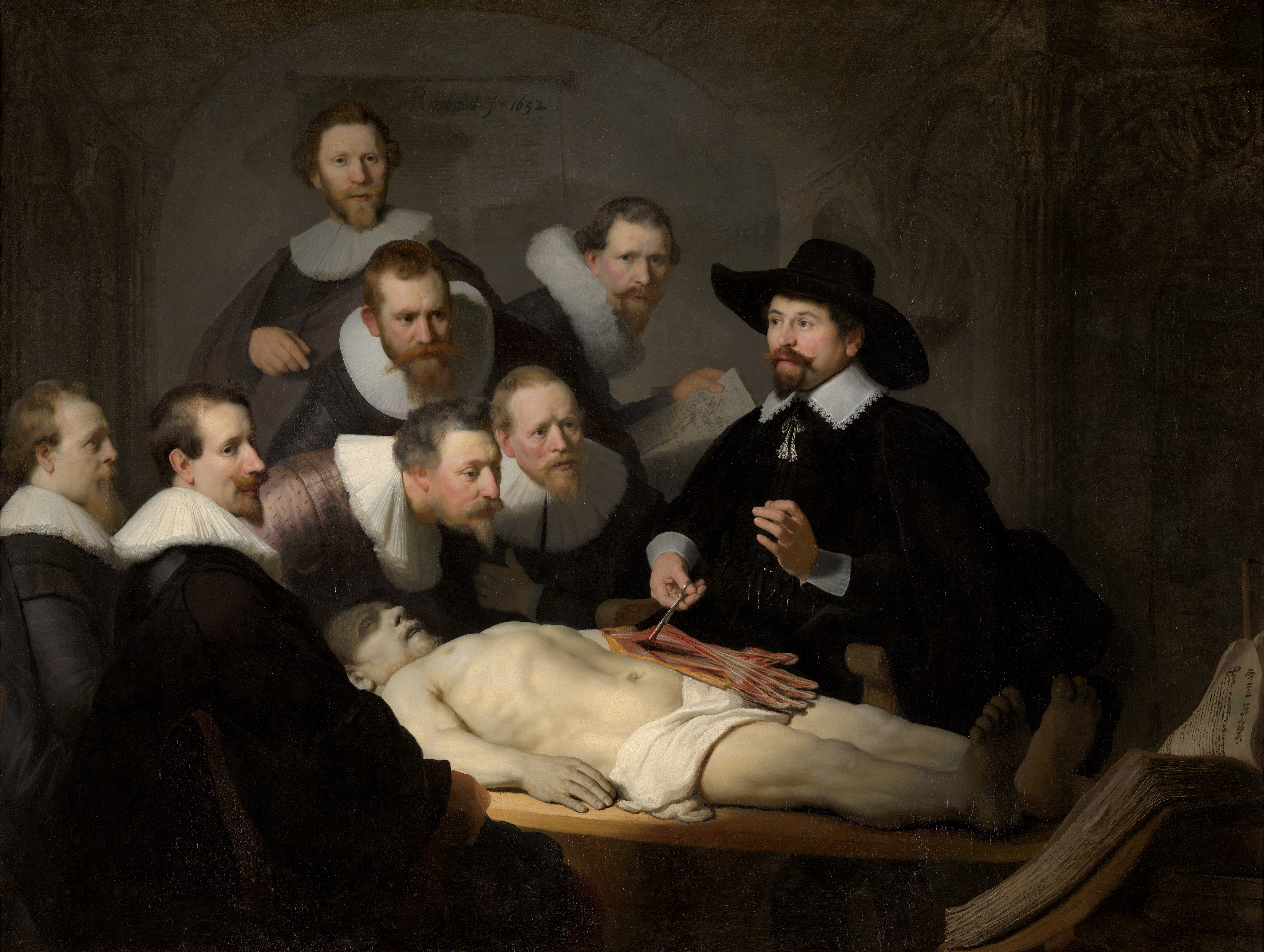
Урок анатомии доктора Тульпа, Рембрандт, 1632 г.

Страх ошибиться в диагностике смерти толкал врачей на разработку методов диагностики смерти, созданию специальных жизненных проб либо на создание специальных условий захоронения. Так, в Мюнхене более ста лет существовала усыпальница, в которой руку умершего обматывали шнурком от звонка. Звонок прозвучал один-единственный раз, а когда служители пришли, чтобы оказать помощь очнувшемуся от летаргического сна пациенту, оказалось, что произошло разрешение трупного окоченения. Вместе с тем из литературы и медицинской практики известны случаи доставки в морг живых людей, которым врачи по ошибке диагностировали смерть.
Биологическая смерть человека констатируется по комплексу признаков, связанных с «витальным треножником»: деятельность сердца, сохранность дыхания и функция центральной нервной системы.

##### Проверка дыхания
В настоящее время достоверных признаков сохранности дыхания не существует. В зависимости от условий внешней среды можно использовать холодное зеркало, пушинку, производить аускультацию дыхания или пробу Винслова, которая заключается в том, что на грудь пациента ставят сосуд с водой и по колебанию поверхности воды судят о наличии дыхательных движений грудной стенки. Порыв ветра или сквозняк, повышенная влажность и температура в помещении или проходящий транспорт могут оказать влияние на результаты этих исследований, и выводы о наличии или отсутствии дыхания будут неверными.

##### Проверка сердца
Более информативными для диагностики смерти являются пробы, указывающие на сохранение сердечно-сосудистой функции. Аускультация сердца, пальпация пульса на центральных и периферических сосудах, пальпация сердечного толчка — эти исследования нельзя в полной мере считать достоверными. Даже при исследовании функции сердечно-сосудистой системы в условиях клиники очень слабые сердечные сокращения могут быть не замечены врачом либо сокращения собственного сердца будут оценены как наличие такой функции. Клиницисты советуют проводить аускультацию сердца и пальпацию пульса короткими промежутками, длительностью не более одной минуты. Весьма интересна и доказательна даже при минимальном кровообращении проба Магнуса, заключающаяся в тугой перетяжке пальца. При имеющемся кровообращении в месте перетяжки кожный покров бледнеет, а периферический — приобретает цианотичный оттенок. После снятия перетяжки происходит восстановление окраски. Определённую информацию может дать просмотр на просвет мочки уха, которая при наличии кровообращения имеет красновато-розовый цвет, а у трупа — серо-белый. В XIX веке для диагностики сохранности функции сердечно-сосудистой системы предлагались весьма специфичные пробы, например: проба Верня — артериотомия височной артерии, проба Бушу — стальная игла, вколотая в тело, у живого человека через полчаса теряет блеск, первая проба Икара — внутривенное введение раствора флюоресцеина даёт быстрое окрашивание кожи у живого человека в желтоватый цвет, а склер — в зеленоватый. Эти пробы имеют в настоящее время только исторический, а не практический интерес. Вряд ли разумно проводить артериотомию у человека, находящегося в состоянии шока и на месте происшествия, где невозможно соблюдать условия асептики и антисептики, либо ждать полчаса, пока потускнеет стальная игла, а тем более вводить флюоресцеин, который на свету у живого человека вызывает гемолиз.

##### Проверка нервной системы
Сохранность функции центральной нервной системы является важнейшим показателем жизни. На месте происшествия констатация смерти мозга принципиально невозможна. Функция нервной системы проверяется по сохранению или отсутствию сознания, пассивному положению тела, расслаблению мускулатуры и отсутствию её тонуса, отсутствию реакции на внешние раздражители — нашатырный спирт, слабые болевые воздействия (покалывания иглой, растирание мочки уха, поколачивания по щекам). Ценными признаками являются отсутствие роговичного рефлекса, реакции зрачков на свет. В XIX веке для проверки функции нервной системы использовались чрезвычайно необычные и порой весьма жестокие способы. Так, предлагалась проба Жоза, для проведения которой были изобретены и запатентованы специальные щипцы. При ущемлении складки кожи в этих щипцах человек испытывал сильные болевые ощущения. Также в расчёте на болевую реакцию основана проба Дегранжа (введение в сосок кипящего масла) и проба Разе — удары по пяткам или прижигание пяток и других участков тела раскалённым железом.
Одним из наиболее ранних и ценных признаков наступления смерти является «феномен кошачьего зрачка», иногда называемый признаком Белоглазова. Форма зрачка у человека определяется двумя параметрами, а именно: тонусом мышцы, сужающей зрачок, и внутриглазным давлением. Причём основным фактором является тонус мышцы. При отсутствии функции нервной системы прекращается иннервация мышцы, сужающей зрачок, и тонус её отсутствует. При сдавлении пальцами в боковом или вертикальном направлениях, которое необходимо проводить осторожно, чтобы не повредить глазное яблоко, зрачок приобретает овальную форму. Способствующим моментом для изменения формы зрачка является падение внутриглазного давления, определяющего тонус глазного яблока, а оно, в свою очередь, зависит от артериального давления. Таким образом, «феномен кошачьего зрачка» свидетельствует об отсутствии иннервации мышцы и одновременно о падении внутриглазного давления, которое связано с артериальным.
Инструкция по определению критериев и порядка определения момента смерти человека, прекращения реанимационных мероприятий, утверждённая Минздравом России в 2003 г., предусматривает констатацию смерти человека либо биологической смерти на основании наличия трупных изменений, либо при смерти мозга, которая устанавливается в предусмотренном порядке.
Реанимационные мероприятия могут быть прекращены только при констатации смерти человека на основании смерти мозга или при их неэффективности в течение 30 минут. При этом реанимационные мероприятия не проводятся при наличии признаков биологической смерти, а также при наступлении состояния клинической смерти на фоне прогрессирования достоверно установленных неизлечимых заболеваний или неизлечимых последствий острой травмы, не совместимой с жизнью.

#### Классификация смертей
Несмотря на сложность проблемы смерти, в медицине уже давно существует чёткая конкретная классификация, которая позволяет врачу в каждом случае наступления смерти установить признаки, определяющие категорию, род, вид смерти и её причину.
В медицине выделяют две категории смерти: смерть насильственную и ненасильственную.
Вторым квалифицирующим признаком смерти является род. И в той, и в другой категории принято выделять три рода смерти. К родам ненасильственной смерти относятся смерть физиологическая, смерть патологическая и смерть скоропостижная. Родами насильственной смерти являются убийство, самоубийство и смерть в результате несчастного случая.
Третьим квалифицирующим признаком является вид смерти. Установление вида смерти связано с определением группы факторов, вызвавших смерть и объединённых по своему происхождению или воздействию на организм человека. В частности, как отдельный вид смерти, отличающийся от классической смерти с первичной остановкой кровообращения, рассматривают смерть мозга.
Одним из сложнейших этапов классификации смерти является установление причины её наступления. Независимо от категории, рода и вида смерти, причины её наступления делятся на основную, промежуточную и непосредственную. В настоящее время в медицине не разрешается использовать термин «смерть от старости» — всегда нужно устанавливать более конкретную причину смерти. Основной причиной смерти считается нозологическая единица в соответствии с Международной классификации болезней: повреждение или заболевание, которое само стало причиной смерти или вызвало развитие патологического процесса (осложнения), приведшего к смерти.

## Понятие смерти в религии
Все основные религии имеют учение, описывающее, что происходит с человеком после смерти. Поскольку большинство религий утверждает существование души, они в основном полагают смерть человека лишь гибелью тела и описывают различные варианты дальнейшего существования личности в виде духа или последующего возрождения в новом теле, либо вечного, либо заканчивающегося достижением нирваны (в буддизме) или вечной жизни (в христианстве).
- Реинкарнация в индуизме предполагает, что нематериальная душа человека после смерти воплощается в новом теле. При этом допускается, что прожитая ранее жизнь может повлиять на выбор последующего тела. «Как человек, снимая старые одежды, надевает новые, так и душа входит в новые материальные тела, оставляя старые и бесполезные» (Бхагавадгита, II.22).
- О реинкарнации также идёт речь в почитаемом буддистами «Тибетской книге мёртвых», служащей своего рода инструкцией для умирающих.[источник не указан 2602 дня] В буддизме существует, однако, Анатмавада — доктрина, согласно которой души не существует[13].
- В христианстве смерть — это следствие грехопадения человека. Согласно поучениям христианских святых, смерть бывает телесной (прекращение жизнедеятельности тела) и душевной (отпадение души от общения с Богом при живом теле, которое служит приговором к попаданию души в ад или лимб в случае гибели тела). Кроме того, для бессмертной души смерть — это ещё и граница между вре́менной земной жизнью и вечной загробной. Поэтому многие христианские мученики принимали свою насильственную смерть с радостью: для них день смерти на земле становился днём рождения на небесах. В Откровении Иоанна Богослова написано, что смерть прекратится после Страшного суда в грядущем Царстве Бога: «Отрёт Бог всякую слезу с очей их, и смерти не будет уже; ни плача, ни вопля, ни болезни уже не будет» (Отк. 21:4)[источник не указан 204 дня].
- Синтоизм предполагает, что дух человека продолжает существование после смерти, хотя вовсе не обязательно реинкарнируется. Духи умерших, по представлениям этой религии, могут оказывать помощь живым родственникам и часто являются объектом поклонения.
- В исламе после смерти человек попадает в барзах (от араб. «перешеек») — состояние, где он пребывает в могиле до Судного дня, после которого будет воскрешён телесно и спрошен о своих деяниях и определён либо в ад, либо в рай.

### Смерть святых
В христианстве и некоторых других религиях существует представление, что смерть праведных, святых людей может быть связана с особыми обстоятельствами. К примеру, Енох и Илия были живыми вознесены на небо, Иисус и Мария были вознесены посмертно, а Лазарь умирал дважды, так как в первый раз был воскрешён Иисусом Христом. Кроме того, в православии и католицизме известно, что останки многих святых — мощи — могут проявлять необычные свойства (благоухать, мироточить и т. п.).
В бахаи верят в вознесение Бахауллы и Абдул-Баха.

### Смерть и воскрешение
Во многих религиях описываются случаи чудесного воскрешения после смерти.
В Библии описано как минимум девять случаев воскресения после смерти:
- Воскрешение отрока Илиёй. (3 Цар. 17:21—22)
- Воскрешение ребёнка Елисеем. (4 Цар. 7:32—35)
- Воскрешение человека от прикосновения к костям Елисея. (4 Цар. 13:20—21)
- Воскрешение дочери Иаира Иисусом. (Марка. 5:22—42)
- Воскрешение Иисусом сына вдовы у ворот Наина. (Лк. 7:12—16)
- Воскрешение Лазаря Иисусом. (Иоан. 11:1—44)
- Воскресение Иисуса Христа
- Воскрешение Тавифы Петром. (Деян. 9:36—41)
- Воскрешение Евтиха Павлом. (Деян. 20:9—12)

Русский философ Н. Ф. Фёдоров предполагал, что человечество само должно научиться тому, как воскресить всех когда-либо живших людей, благодаря дальнейшему развитию научно-технического прогресса.

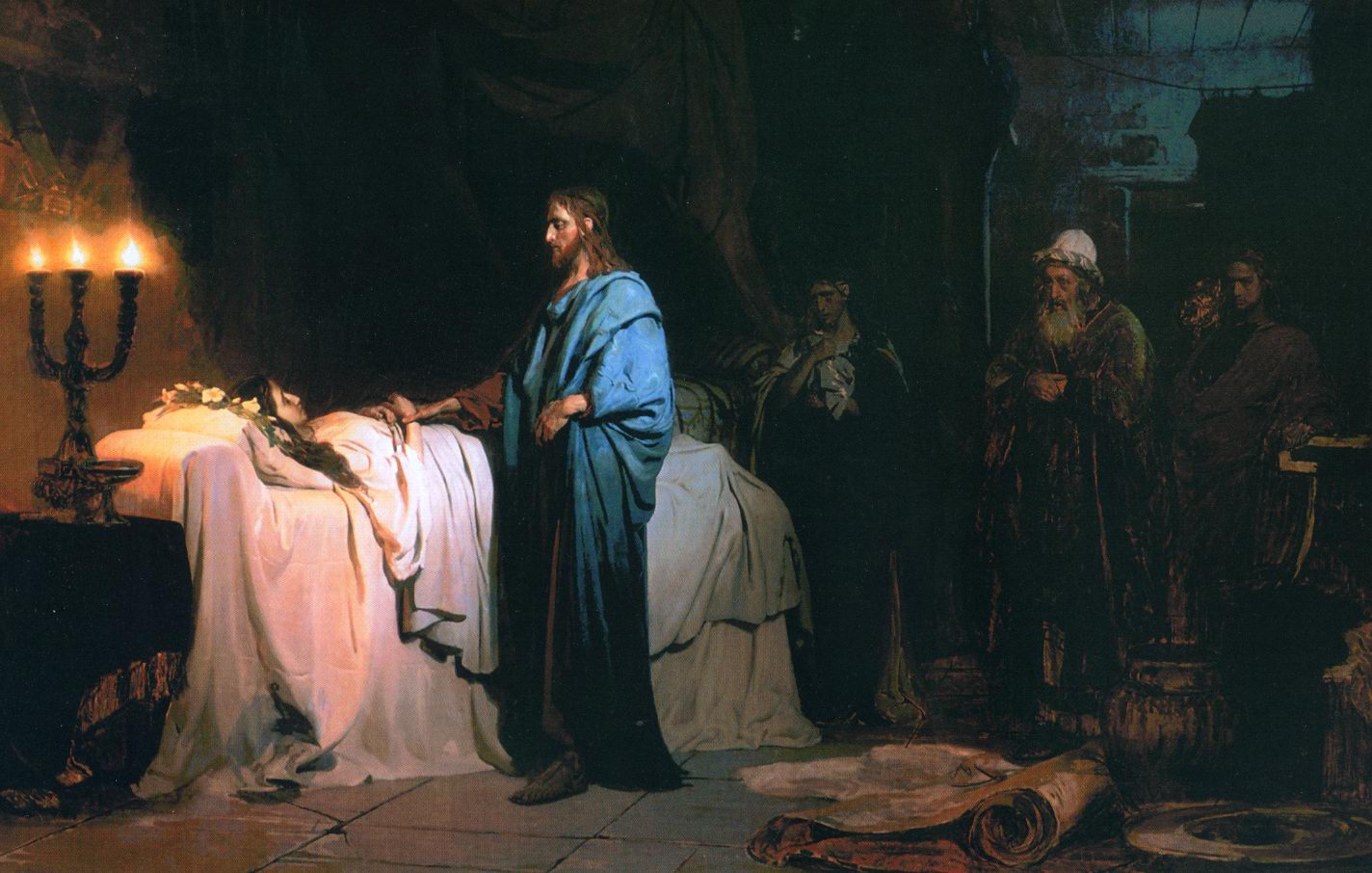
Илья Репин. Воскрешение дочери Иаира
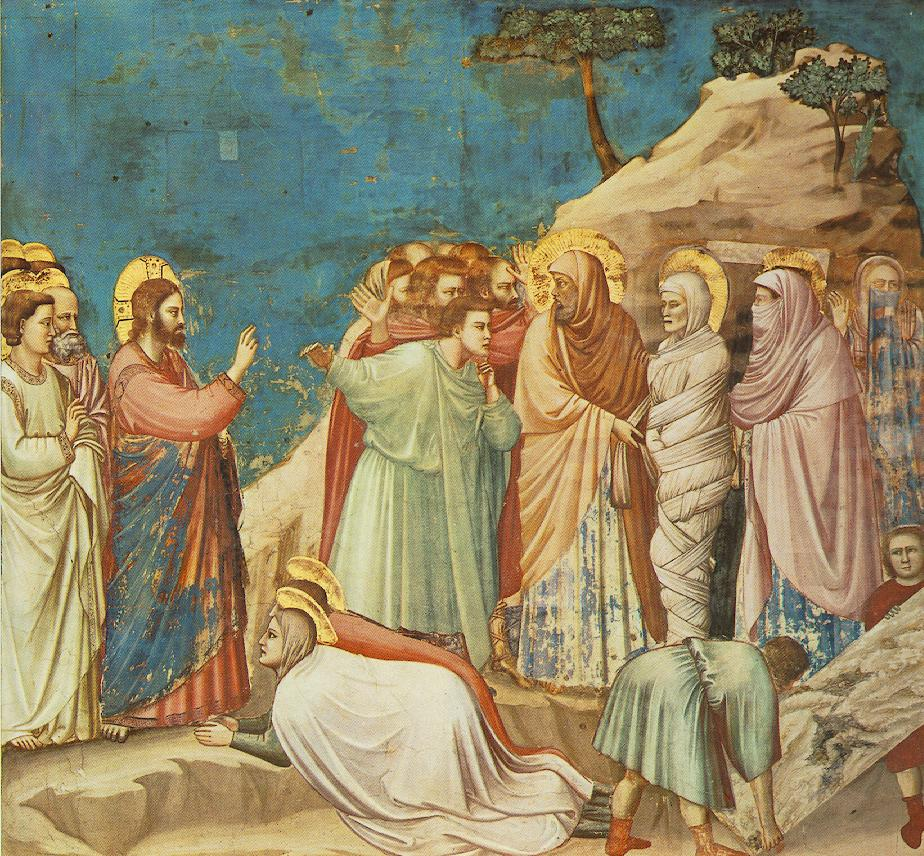
Джотто ди Бондоне. Воскрешение Лазаря

## Понятие смерти в искусстве и литературе
И может быть, на мой закат печальный
 Блеснёт любовь улыбкою прощальной

### Смерть в изобразительном искусстве

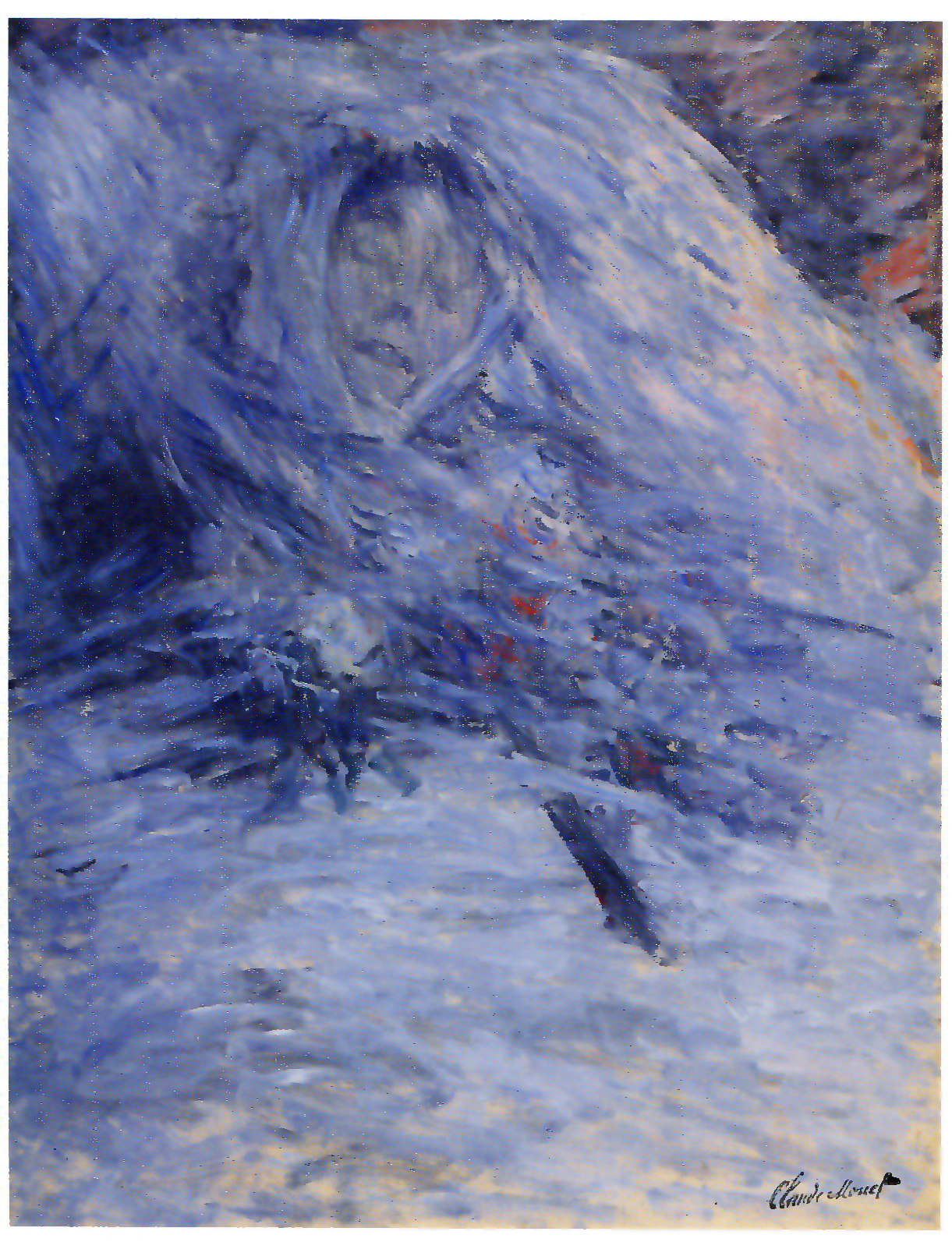
Камилла Моне на смертном одре. Клод Моне 1879 г.

В живописи и графике существует целое ответвление портретного жанра — «портрет на смертном одре». Чаще всего на портретах изображались умирающие или умершие члены семьи художника, а также царственные или известные персоны: монархи, поэты, композиторы и др.
- Иван Никитин. Пётр I на смертном ложе, 1725.
- И. Н. Эндер. Наполеон II на смертном одре, 1832.
- Аполлон Мокрицкий. Пушкин на смертном одре, 1837.
- М. Штоль. Портрет Н. В. Шаховской на смертном одре, 1847.
- Неизвестный художник вт. пол. XIX в. Портрет торопецкой купчихи на смертном одре.
- Иван Крамской. Н. А. Некрасов в период «Последних песен», 1877—1878.
- Клод Моне. Камилла Моне на смертном одре, 1879.
- Константин Маковский. Портрет Александра II на смертном ложе, 1881.
- Э. К. Липгарт. И. С. Тургенев на смертном одре, 1885.

Проблема смерти завораживала художников позднего Средневековья. Часто она представала в антропоморфном образе. Об этом свидетельствуют многочисленные изображения пляски смерти и более редкие, характерные больше для Северной Европы, изображения смерти, играющей в шахматы.
В скульптуре обычай снимать с покойников посмертные маски существует очень давно и ведёт свою историю от погребальных масок, не требовавших сходства с покойником. Кроме портретов, маски используются для создания бюстов, памятников и надгробий.
С развитием фотографии функцию посмертного портрета стала выполнять фотография post mortem.

### Смерть в музыке
Образ Смерти, сметающей всё на своём пути, является основой «Пассакальи о жизни», приписываемой, хотя и без достаточных на то оснований, итальянскому композитору Стефано Ланди (1587—1639).
Известен вокальный цикл «Песни и пляски смерти» у композитора Модеста Мусоргского.
Особенно широко образ смерти представлен в рок- и байк-культуре: различные изображения черепов.
Но особенно стоит выделить жанр музыки дэт-метал (смертельный металл), названный так в честь одного из родоначальников данного направления — группы Death. Особенно темы смерти были характерны для творчества групп, игравших в данном музыкальном стиле в конце 80-х — начале 90-х годов XX века.
Также темы смерти не чужды для трэш-метала и хэви-метала.

### Образ смерти

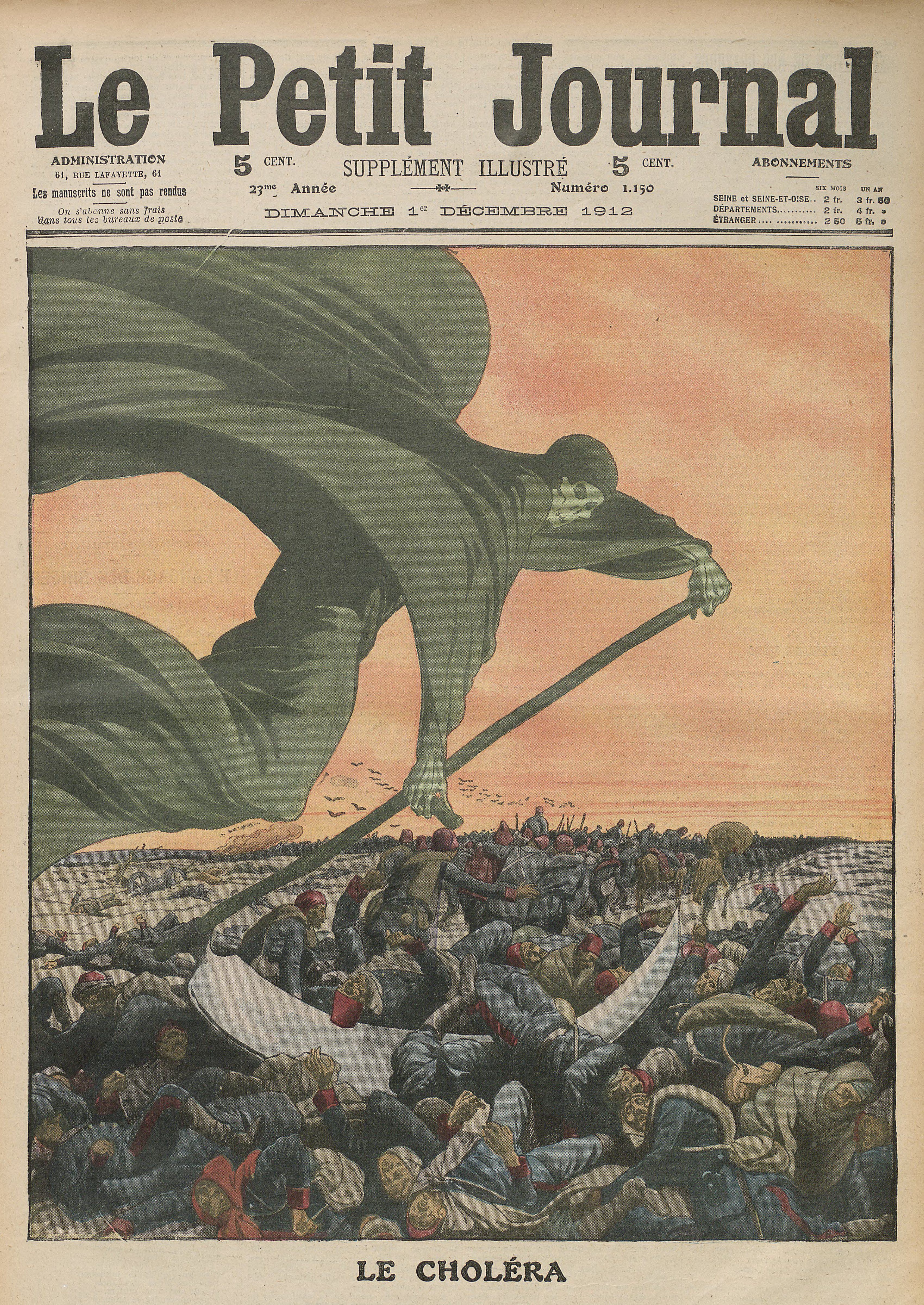
Образ смерти, выкашивающей смертельно больных холерой на фронте Первой Балканской войны. Обложка журнала начала XX века

В искусстве образ смерти чаще всего представляют в виде костлявого существа (живого скелета) в чёрном балахоне с косой. В Европе до раннего Средневековья и начала монополии христианской церкви в вопросах погребения, индивидуализации смерти и превалирования христианских ритуалов над народными обрядами покойников изображали в виде иссушённых, обескровленных трупов. Постепенное усиление темы страха смерти и загробной жизни, призывов к покаянию, распространение макабра превратили образ смерти из высохшего тела в зловещий остов, живой человеческий скелет.
Поэт конца XIX — начала XX века Максимилиан Волошин в стихотворении «Мятеж» писал:
Чтобы не дать материи изникнуть,
В неё впился́ сплавляющий огонь.
Он тлеет в «я», и вещество не может
Его объять собой и задушить.
Огонь есть жизнь.
И в каждой точке мира
Дыхание, биенье и горенье.
Не жизнь и смерть, но смерть и воскресенье —
Творящий ритм мятежного огня.

### Духовная смерть
В литературе, искусстве и религии имеется понятие духовной смерти — психической деградации личности. Примеры:
- Живой труп, пьеса Льва Толстого
- Мёртвые души — Гоголь
- Библиография Ф. М. Достоевского
- Живой труп (фильм, 1968), фильм по пьесе
- Бруно Буччеллати — персонаж манги Хирохико Араки «Невероятные приключения ДжоДжо»

## Страх смерти
Многие считают[неопределённость] страх смерти основным побудительным стимулом человеческой деятельности, даже мотивацию самой его жизни. В частности, это относится к религии, философии, науке и литературе (как попытках увековечить своё имя). Хотя в принципе навязчивый страх смерти диагностируется как заболевание, в некоторых случаях заставляет большое количество людей бежать с поля боя, из горящего здания и т. п. Такое паническое проявление его не способствует выживанию (бойня бегущих, давка на выходе), и потому воспитание людей включает его преодоление. Это относится как к религии (примирение с порядком вещей, установленных божествами) и философии (подавление на уровне интеллекта), так и даже средствам массовой информации, умело маскирующим смерть как нечто далекое, исключительное (авиакатастрофы, отравления, теракты, эпидемии — в то время как гораздо больше погибает от несчастных случаев, а от старости все остальные).
Таким образом, уныние и отчаяние перед лицом смерти, возникающие вследствие осознания реальности смерти ещё в допубертатном возрасте, загоняются как можно глубже, так что люди сознают реальность её для себя очень незначительную часть жизни. Не все общества устроены (и были устроены) таким образом: в буддизме подготовка к смерти считается самым важным делом человека; в бусидо смерть, угроза которой сопровождает самурая всю его жизнь, перестаёт быть его страхом. Однако в современном обществе потребления страх смерти продолжает подсознательно действовать вплоть до отрицания её существования.

## Преждевременная смерть
Всемирная организация здравоохранения считает, что смерть до 70 лет является преждевременной. Самые распространённые причины смерти до 70 лет — сердечная недостаточность, онкология, заболевания лёгких и диабет. Также причинами преждевременной смерти выступают алкоголь, табак и наркотики. В США преждевременной смертью считается смерть до 75 лет.

## Восприятие смерти в разном возрасте
Восприятие смерти сильно зависит от возраста. Дети до трёх лет не осознают, что такое смерть. Такой ребёнок может долго ждать возвращения умершего близкого родственника. В возрасте 3-5 лет дети воспринимают смерть как вре́менное и обратимое явление, в их представлениях мёртвые могут воскреснуть. Кроме того, в этом возрасте ребёнок может начать искать причину смерти близкого человека в своих поступках, поскольку верит в возможность своего воздействия на любое явление окружающего мира.
Начиная с возраста 5-8 лет ребёнок начинает понимать необратимость смерти и её неизбежность, то есть то, что все мы, как и он сам, когда-нибудь умрём. В этом возрасте дети способны воспринять смерть как прекращение жизни, при котором человек перестаёт двигаться, говорить, чувствовать, думать.
С 8 лет приходит полное понимание природы смерти и её причин. В возрасте 8-12 лет (до подросткового возраста) может проявиться любопытство к процессу умирания. Если умер близкий человек, у ребёнка может появиться желание умереть, чтобы присоединиться к нему.
Подростки понимают явление смерти так же, как взрослые. В подростковом возрасте появляется интерес к экзистенциальным последствиям смерти.

#### В религиях
- Еврейские похороны и траур (иудаизм)
- Гагарин И., Смерть с точки зрения православия (православие)
- Роуз Ю. Д., Душа после смерти (православие)